# Pomniki przyrody w gminie Tworóg
| Lp. | Gatunek           | Wys. [m] | Pierśnica [cm] | Data ustanowienia | Lokalizacja                                                         | Podstawa prawna                                                        | Zdjęcie |
| --- | ----------------- | -------- | -------------- | ----------------- | ------------------------------------------------------------------- | ---------------------------------------------------------------------- | ------- |
| 1   | Jesion wyniosły   | 16       | 265            | 25.08.2014        | Tworóg ul. Grunwaldzka 2                                            | UCHWAŁA NR XLV/434/2014 RADY GMINY TWORÓG                              |         |
| 2   | Sosna zwyczajna   | 16       | 280            | 25.08.2014        | Tworóg ul. Leśna 1                                                  | UCHWAŁA NR XLV/434/2014 RADY GMINY TWORÓG                              |         |
| 3   | Grusza pospolita  | 14       | 250            | 02.01.1996        | Koty - Wesoła ul. Wiejska 20                                        | Rozporządzenie nr 2/96 Wojewody Katowickiego z dnia 02.01.1996 r.      |         |
| 4   | Dąb szypułkowy    | 32       | 480            | 02.01.1996        | Koty - Wesoła ul. Wiejska 20                                        | Rozporządzenie nr 2/96 Wojewody Katowickiego z dnia 02.01.1996 r.      |         |
| 5   | Dąb szypułkowy    | 27       | 390            | 02.01.1996        | Koty - Wesoła ul. Wiejska 20                                        | Rozporządzenie nr 2/96 Wojewody Katowickiego z dnia 02.01.1996 r.      |         |
| 6   | Lipa drobnolistna | 25       | 525            | 25.09.1984        | Koty ul. Szkolna (plac zabaw)                                       | Decyzja nr RL-VII-7140/2/84 Wojewody Katowickiego z dnia 25.09.1984 r. |         |
| 7   | Lipa drobnolistna | 18       | 239            | 27.10.2014        | Hanusek ul. Bolesława Chrobrego 31                                  | UCHWAŁA NR XLVII/463/2014 RADY GMINY TWORÓG                            |         |
| 8   | Lipa drobnolistna | 17       | 184            | 27.10.2014        | Hanusek ul. Bolesława Chrobrego 31                                  | UCHWAŁA NR XLVII/463/2014 RADY GMINY TWORÓG                            |         |
| 9   | Dąb szypułkowy    | 23       | 525            | 03.09.2007        | Boruszowice ul. Obrońców Pokoju - na końcu ulicy za mostem na Stole | UCHWAŁA NR XIV/119/2007 RADY GMINY TWORÓG                              |         |
| 10  | Dąb szypułkowy    | 30       | 585            | 03.09.2007        | Mikołeska - Leśnictwo Mikołeska oddział leśny 38i                   | UCHWAŁA NR XIV/119/2007 RADY GMINY TWORÓG                              |         |
| 11  | Dąb szypułkowy    | 25       | 400            | 11.10.2002        | Brynek - Nadleśnictwo Brynek oddział leśny 345g                     | UCHWAŁA NR XXXVII/540/2002 RADY GMINY TWORÓG                           |         |
| 12  | Dąb szypułkowy    | 25       | 450            | 11.10.2002        | Brynek - Nadleśnictwo Brynek oddział leśny 345g                     | UCHWAŁA NR XXXVII/540/2002 RADY GMINY TWORÓG                           |         |